# プルプッシュ白田
でぇ吟醸白田（でぇぎんじょうしらた、1986年1月29日 - ）は、宮城県仙台市出身の日本のお笑い芸人。
現在よしもとクリエイティブ・エージェンシー所属。
よしもと部活動プロジェクト ブカツ！北区部部員。

## 略歴・人物
- 東京NSC14期生。
- お酒が大好き。自身でおつまみを作り、毎日飲んでいる。魚も自身で捌くほどの腕前。愛用の包丁は100円ショップで販売されているGALAXY。お酒を飲む姿をSHOWROOMにて配信中。
- ダジャレ好き。
- 小学生から高校までサッカーをしていたが、現在は北海道日本ハムファイターズのファン。

- 日本酒呑み協会会長に、SHOWROOM内でタカタ先生とコラボ配信中に就任。タカタ先生がホームページを作成。(2018年7月11日)

SHOWROOMでの白田氏は居酒屋店主とお客さんの会話を聞いているようで心地よい。温厚で優しい人柄は誰からも好かれるキャラクター。アバターアンケートでは、白田氏一押しの「イカコップ」が、「ぞーさん」に負けても、『第一弾は「イカコップ」にしたい』と強い信念を持つ一面もある。